# Kipahulu
Kīpahulu is een zichzelf besturende unincorporated community in de Amerikaanse staat Hawaï. Het is een agrarische gemeenschap in een afgelegen gebied op het zuidoosten van het eiland Maui.

## Bereikbaarheid
Kīpahulu is alleen te bereiken via de Hana Highway.

## Galerij

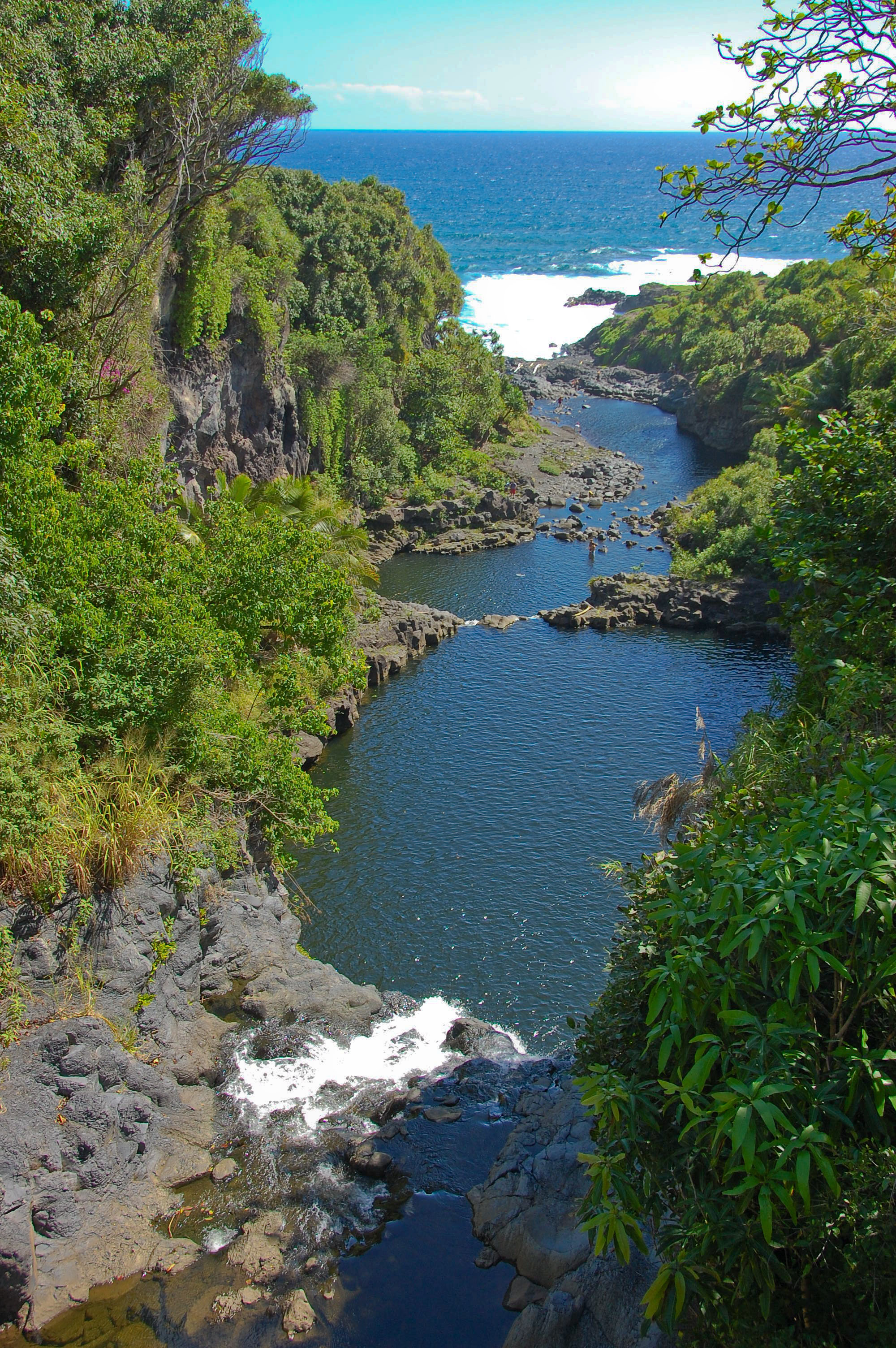
Meren in ʻOheʻo Gulch
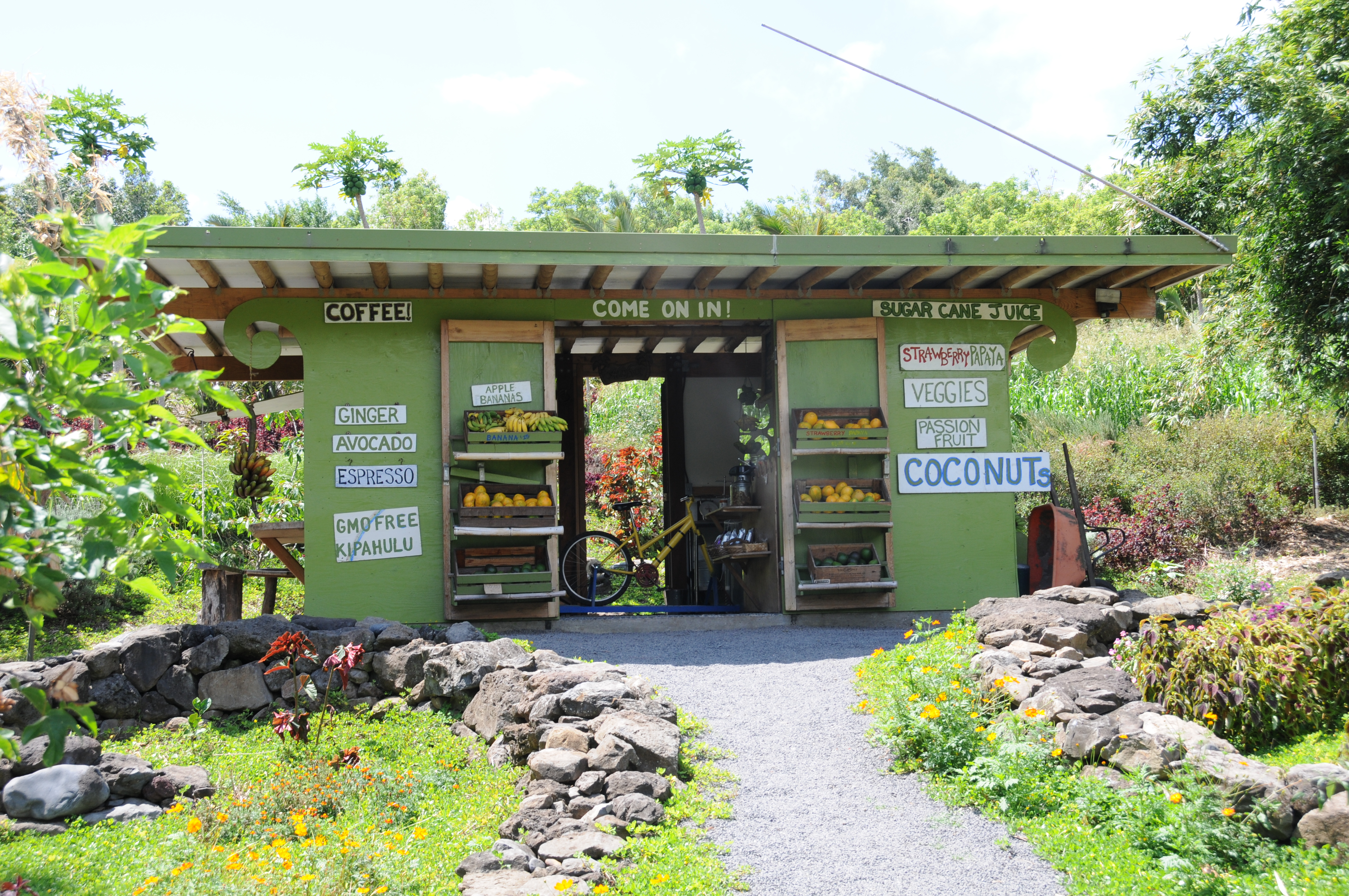
Fruitwinkeltje van Laulima